# Dhadkan
Dhadkan est un film indien de Bollywood réalisé par Dharmesh Darshan sorti le 11 août 2000.
Le film met en vedette Akshay Kumar, Shilpa Shetty, Sunil Shetty et Mahima Chaudhry. Le long métrage fut un succès notable aux box-office. Pour sa performance Shilpa Shetty fut acclamée par la critique.

## Distribution
- Akshay Kumar : Ram
- Shilpa Shetty : Anjali
- Sunil Shetty : Dev
- Mahima Chaudhry : Sheetalde Varma
- Sharmila Tagore : mèrede Dev
- Sushma Seth : la belle-mère de Ram
- Parmeet Sethi : Bob
- Manjeet Kullar : Nikki
- Kiran Kumar : le père de Anjali
- Anjana Mumtaz: la mère de Anjali

## Box-office
- Box-office Inde: 430 350 000 Roupies.

Box-office india qualifie le film de Hit.